# Фонг, Хирам
Яу Леонг Фонг (англ. Yau Leong Fong, кит. 鄺 友 良), известен как Хирам Леонг Фонг (англ. Hiram Leong Fong; 15 октября 1906, Гонолулу, Территория Гавайи — 18 августа 2004, Кахалуу, Гавайи) — американский политик китайского происхождения, член Республиканской партии, сенатор США от штата Гавайи (1959—1977).

## Биография
Учился в государственных школах, в 1930 году окончил Гавайский университет в Маноа, в 1935 году — Гарвардскую школу права. В том же году принят в коллегию адвокатов и с 1935 по 1938 год занимался частной юридической практикой в Гонолулу, являлся заместителем прокурора города и округа Гонолулу.
В период Второй мировой войны с 1942 по 1945 год служил в звании майора на должности военного юриста 7-й воздушной армии. Двадцать лет состоял в резерве, ушёл в отставку в звании полковника.
В 1938—1954 годах состоял в законодательном собрании территории Гавайи, четыре года являлся его вице-спикером и шесть лет — спикером. В 1950 году избран заместителем председателя Конституционного конвента территории Гавайи. Председатель совета директоров и президент нескольких страховых и финансовых компаний, занимался выращиванием бананов на своей плантации.

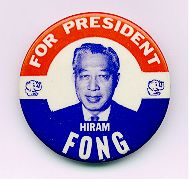
Предвыборный бейдж Фонга.

С получением Гавайями статуса штата в 1959 году избран в Сенат США и занимал эту должность с 21 августа 1959 до 3 января 1977 года, отказавшись от очередного переизбрания в 1976 году. Будучи седьмым из одиннадцати детей в бедной семье своих неграмотных родителей (отец Фонга, иммигрировав из Китая, работал на кабальных условиях на сахарной плантации, а мать была прислугой в богатом доме), за 18 лет в Сенате обращал на себя внимание как один из первых американцев азиатского происхождения в верхней палате Конгресса, а также как единственный американец китайского происхождения и единственный республиканец, когда-либо представлявший Гавайи в Сенате. Состоял во влиятельных комитетах — Юридическом и по государственным закупкам. В 1960-е годы выделялся среди своих однопартийцев поддержкой законодательства в обеспечение гражданских прав, однако при этом всегда занимал позицию в поддержку роста военных расходов. В начале 1970-х твёрдо поддерживал политику президента Никсона и войну во Вьетнаме.
В 1964 и 1968 годах первым из американцев азиатского происхождения вступал в борьбу за выдвижение его кандидатуры от Республиканской партии на президентских выборах.
Уйдя из политики, вернулся к предпринимательству, являлся президентом Finance Enterprises, Ltd. Жил в Кахалуу на Гавайях, где и умер от почечной недостаточности 18 августа 2004 года.

## Личная жизнь
В 1938 году женился на Эллин Ло (Ellyn Lo), в их семье выросли четверо детей: Хирам-младший (род. 1939), Родни (род. 1948), двойняшки Мэри-Эллен и Марвин (род. 1948). Не имея возможности наняться в какую-либо юридическую фирму Гонолулу из-за своего китайского происхождения, Фонг стал в 1946 году соучредителем бюро, получившего известность благодаря межэтническому составу партнёров: Фонг (китайского происхождения), Михо (японского), Чой (корейского) и Робинсон (белый уроженец Гавайев).